# Sušička prádla

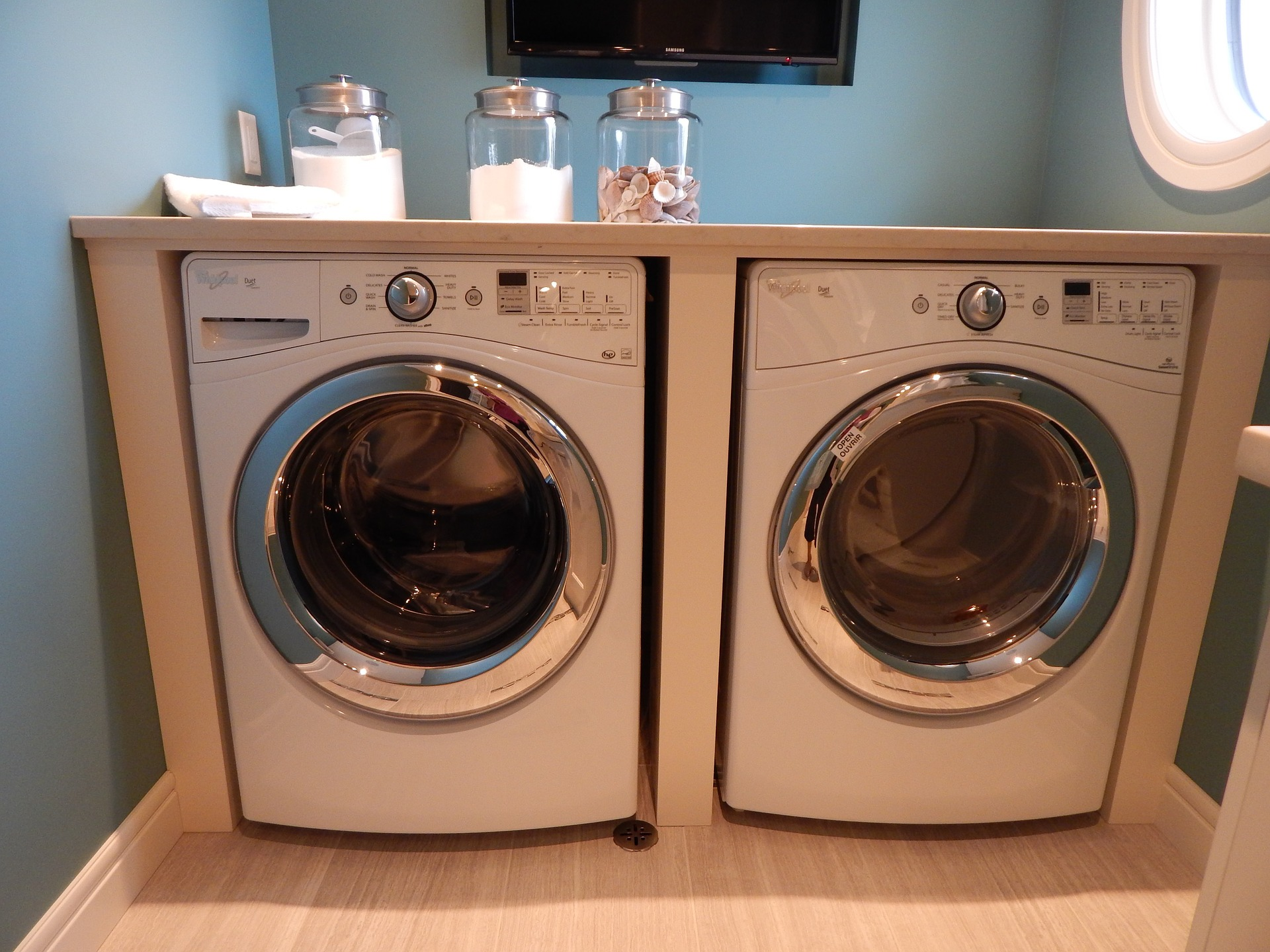
Pračka a sušička v roce 2015

Sušička prádla je domácí spotřebič, který slouží k vysušení vypraného prádla, popřípadě bot. Představuje tak rychlejší alternativu ke standardnímu sušení prádla na šňůře nebo na sušáku. První ručně poháněnou sušičku prádla sestrojil v roce 1800 Francouz M. Pochon, první automatická sušička pronikla na trh v roce 1938 a za jejím vznikem stojí americký vynálezce J. Ross Moore.
Vzhledem jsou většinou domácí sušičky takřka totožné s automatickými pračkami, dokonce existují i modely s vrchním plněním, ačkoliv většina sušiček se plní předem. Na rozdíl od praček mívají sušičky neprůhledná dvířka bubnu. K sehnání jsou také spotřebiče, které v sobě kombinují sušičku i pračku. Alternativou k bubnovým sušičkám je skříňová sušička, ve které se prádlo neotáčí, ale suší se zavěšené. Skříňové sušičky ale nejsou na českém trhu příliš obvyklé a používají se spíše pro profesionální účely.

## Základní typy sušiček
Jak již bylo zmíněno, existují sušičky s předním i horním plněním, k sehnání bývají i prostorově úsporné slim sušičky se zkrácenou hloubkou. Kromě způsobu se sušičky dělí také podle typu sušení, na sušičky kondenzační a ventilační. Do kategorie kondenzačních sušiček dále patří sušičky s tepelným čerpadlem.

### Ventilační sušičky
Ventilační sušičky odvádějí vodu z prádla spolu s horkým vzduchem ven z budovy. Neobejdou se proto bez stavebního zásahu. Jejich výhodou je poměrně nízká spotřeba a nevelká pořizovací cena. Na českém trhu nejsou ventilační sušičky příliš obvyklé, většina prodávaných modelů je kondenzační. Jedním z důvodů je právě složité odvádění vody s párou ven potrubím. To je navíc potřeba pravidelně čistit od usazených vláken a prachu, jinak hrozí dokonce i vznik požáru.

### Kondenzační sušičky
Oblíbenější variantou jsou kondenzační sušičky, ty se dále dělí na modely s topným tělesem, tepelným čerpadlem a na hybridní sušičky. Jak název napovídá, kondenzační sušičky využívají k sušení kondenzaci, tzn. prádlo suší horkým vzduchem, který se uvnitř sušičky opět ochladí a zkondenzovaná voda z prádla putuje do odpadu nebo do nádobky na kondenzát. Bývají dražší než ventilační sušičky, ale není potřeba kvůli nim dělat stavební úpravy.
Starší modely mají neprůhledná dvířka, protože v nich bývaly filtry. Novější sušičky už mají dvířka prosklená, jelikož jsou filtry v prostoru pod nimi, a lépe tak ladí k pračce. Častou jsou od sebe tyto dva spotřebiče k nerozeznání.

#### Sušičky s topným tělesem
Bývají cenově dostupnější a jejich výhodou je vyjímatelný kondenzátor, který se snáze udržuje. Jde ovšem o starší typ sušiček a při sušení jsou energeticky náročnější. Fungují na principu teplého a studeného okruhu. V teplém okruhu dochází k ohřívání vzduchu, ten je poté veden do bubnu, kde na sebe naváže vlhkost z prádla a pokračuje do kondenzátoru, kde je ochlazen a zbaven vlhkosti, aby mohlo opět dojít k jeho ohřátí. Úkolem studeného okruhu je potom ochlazování teplého vzduchu, k tomu se využívá vzduch nasátý z místnosti. Čím vyšší je teplota vzduchu v místnosti, tím teplejší musí být vzduch v teplém okruhu, aby byl následný teplotní rozdíl dostatečný k jeho ochlazení. V létě tak může teplota vzduchu v sušičce vystoupat i na 70-80 °C, což zamezuje sušení jemných tkanin.

#### Sušičky s tepelným čerpadlem
Tepelné čerpadlo není u domácích spotřebičů žádnou novinkou, s podobným prvkem se setkáváme už desítky let například u chladniček. Oproti sušičkám bez tepelného čerpadla mají modely s čerpadlem pouze jeden, uzavřený, okruh. Horký vzduch zde není ochlazovaný vzduchem z místnosti, ale chladivem, které najdeme ve výparníku. To má poměrně nízký bod varu, při začátku cyklu je v kapalném stavu. Později se chladivo ohřeje od teplého vzduchu a změní se v plyn. Ohřáté chladivo je následně stlačeno kompresorem a teplo z něj slouží k opětovnému ohřátí vzduchu v kondenzátoru.
Vzduch putuje do bubnu sušičky, kde na sebe opět naváže vodu, a tak stále dokola. Díky využívání zbytkového tepla pro opětovné ohřátí vzduchu jsou sušičky s tepelným čerpadlem energeticky úspornější. Vzduch navíc není třeba ohřívat na příliš vysoké teploty, k sušení dochází i při teplotě okolo 55 °C, která je šetrnější k jemným tkaninám a v některých sušičkách tak můžete sušit třeba i vlnu. Kondenzátor sušičky ovšem nelze vyjmout a jeho čištění je tak náročnější, často téměř nemožné.

#### Hybridní sušičky
Mají jak tepelné čerpadlo, tak topné těleso a můžete tak volit mezi rychlejším sušením s vyšší spotřebou, nebo pomalejším úsporným sušením. Jejich nevýhodou je malá dostupnost a vyšší pořizovací cena.

## Energetický štítek

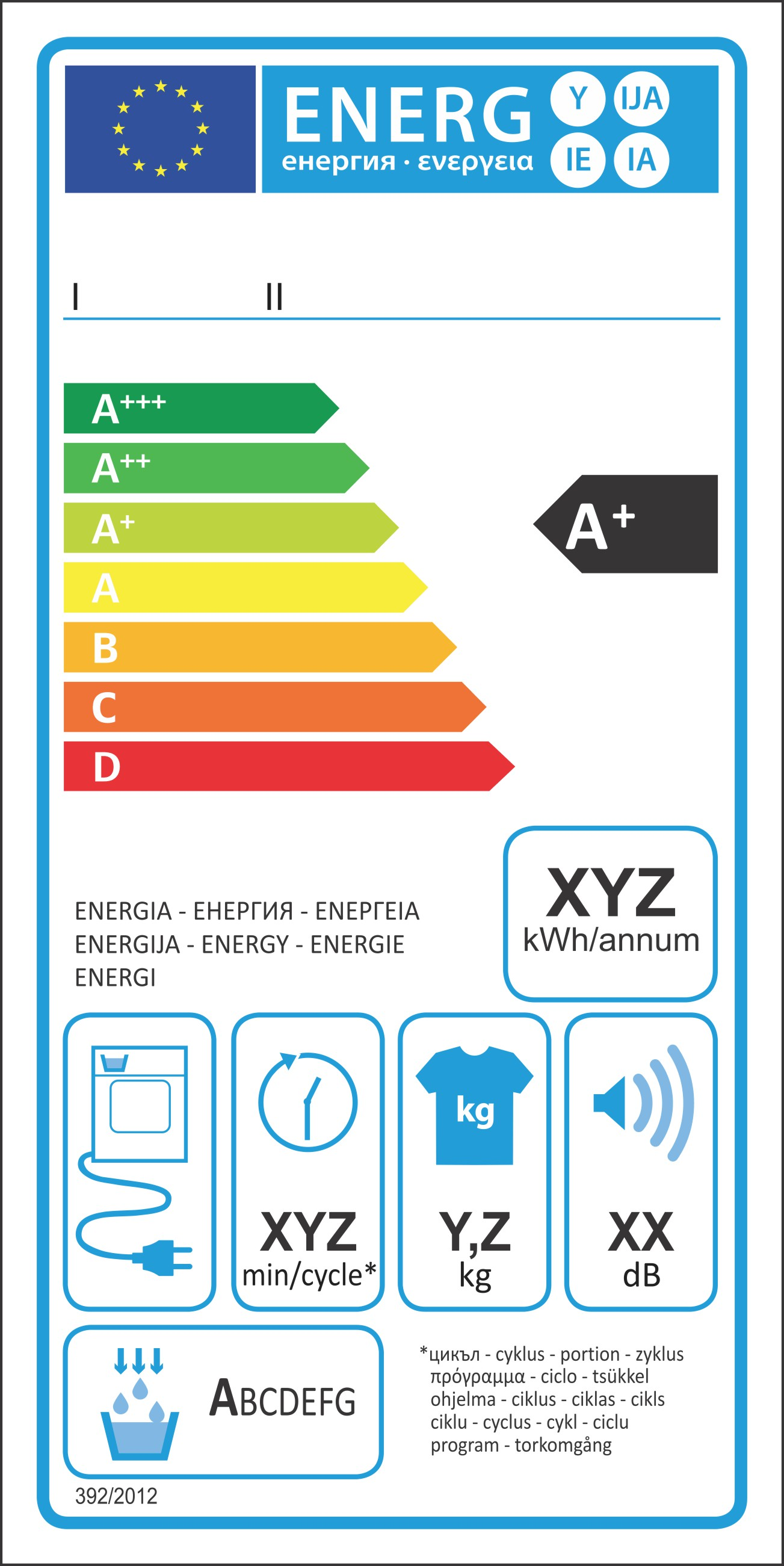
Energetický štítek kondenzační sušičky

Stejně jako pro většinu domácích spotřebičů, i pro sušičky prádla platí povinné zveřejňování energetických štítků. Energetický štítek sušičky uvádí její nejpodstatnější parametry:
1. Energetickou třídu
2. Roční spotřebu
3. Maximální hlučnost
4. Maximální kapacitu
5. Trvání referenčního cyklu
6. Zdroj tepla (kromě elektrických sušiček existují také plynové sušičky, na českém trhu se ale téměř neprodávají
7. Třídu účinnosti kondenzace (u kondenzačních sušiček)

## Funkce sušiček
Kromě běžných prvků, jako je funkce odloženého startu, zvuková signalizace nebo displej, bývají některé modely vybavené také řadou složitějších funkcí a technologií, které zvyšují efektivitu a komfort jejich používání.
Odvod kondenzátu – většina sušiček na českém trhu umožňuje připojení k odpadu, jaké bývá například u pračky. Kondenzovanou vodu díky tomu není třeba vylévat z nádržky, její odvod probíhá automaticky.
Samočisticí kondenzátor – u sušiček s tepelným čerpadlem není možné vyjmout kondenzátor pro jeho vyčištění. Kvůli tomu přišli výrobci se samočisticím kondenzátorem, který je během cyklu sušení několikrát propláchnut vodou z kondenzátoru. Díky tomu v ideálních podmínkách nedochází k zanášení kondenzátoru prachem a vlákny z prádla. U některých modelů se ovšem používání samočisticího kondenzátoru vylučuje s odvodem vody do odpadu.
Wi-Fi připojení – některé sušičky prádla umožňují také připojení k internetu, díky tomu je možné ovládat je pomocí mobilu nebo tabletu. Aplikace neslouží jen ke spuštění sušičky na dálku a upozornění při jeho dokončení, většinou je její součástí také diagnostika, díky které sušička sama vyhodnotí a upozorní na případnou poruchu. Někteří výrobci také umožňují stažení nových sušicích programů.
Senzory – sušičky vybavené senzory vlhkosti přizpůsobují délku programu podle zbytkové vlhkosti v prádle, to díky tomu nebude přesušené ani příliš vlhké. Zároveň je možné nastavit také požadovanou zbývající vlhkost, například na žehlení. U některých sušiček můžete díky senzorům vlhkosti také přidat prádlo do bubnu během sušení, senzory následně upraví zbývající délku programu.
Parní programy - díky parním funkcím odpadá u některých kusů prádla nutnost žehlení, parní programy lze navíc použít i k osvěžení prádla bez nutnosti předchozího praní.